# شورلت کامارو (نسل سوم)
شورلت کامارو (نسل سوم) (Chevrolet Camaro (third generation)) خودرویی است که در سال‌های ۱۹۸۲ تا ۱۹۹۲تولید شده‌است. طراحی آن خودروهای موتور جلو-محور عقب بوده طول آن در حالت طبیعی ۱۹۲ اینچ (۴٬۸۷۷ میلیمتر) و عرض آن در حالت طبیعی ۷۲٫۸ اینچ (۱٬۸۴۹ میلیمتر) است. سیستم جعبه‌دندهٔ آن ۴ دنده به دو صورت خودکار و دستی است.